# Pier Jacopo Martello
Pier Jacopo Martello, o anche Pietro Jacopo Martelli (Bologna, 28 aprile 1665 – Bologna, 10 maggio 1727), è stato un poeta e drammaturgo italiano.
Poeta in arcadia, col nome di Mirtilo Dianidio, nelle sue opere utilizzò i versi "martelliani", dal suo nome, a imitazione dell'alessandrino francese.

## Biografia
Figlio di un medico bolognese, preferì dedicarsi agli studi letterari, anziché proseguire la professione paterna. Alla sua formazione culturale contribuì anche il pittore Carlo Cignani, che viveva nella casa dei Martello e che lo avviò alla lettura dei classici italiani. Frequentò all'università di Bologna anche giurisprudenza e filosofia.
I suoi primi tentativi letterari avvennero nel campo della poesia, a cui peraltro lo spingevano anche Eustachio Manfredi e il marchese Giovanni Giuseppe Orsi, principali animatori della colonia "Renia" di Bologna dell'Accademia dell'Arcadia, a cui Martello fu ben presto associato nel 1698 col nome di Mirtillo Dianidio. Gli scritti giovanili sono nel complesso modesti e appartengono alla produzione encomiastico-religiosa molto frequente nel secolo XVII; il migliore di questi componimento è "Gli occhi di Gesù".

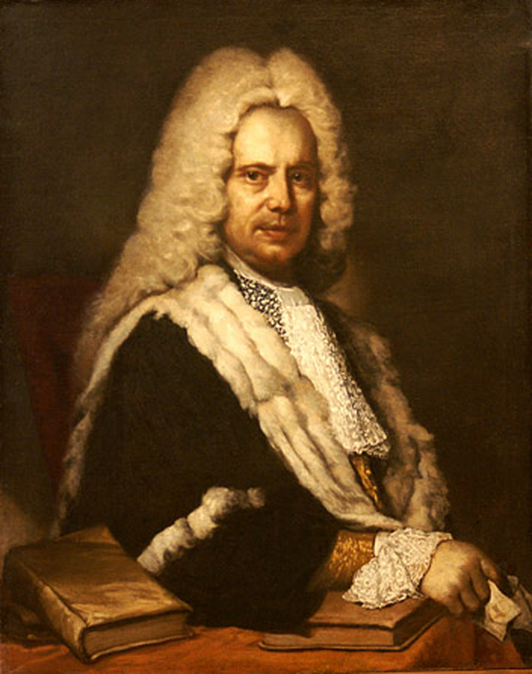
Scipione Maffei

Solo nei primi anni del Settecento cominciò a scrivere opere per il teatro, anche per le sollecitazioni del Maffei e del Muratori, suoi amici. Aveva iniziato lo studio dei tragici greci, latini e francesi già nel 1697, anno in cui era stato nominato cancelliere del Senato di Bolognese. Scrisse verosimilmente a Bologna le prime tragedie, le quali vennero stampate nel 1709 a Roma, città in cui si era trasferito nel 1708 dopo essere stato nominato segretario dell'ambasciatore bolognese presso la Santa Sede e dove rimarrà per circa un decennio.
Per questi drammi Martello "concepì un verso composto di due eptasillabi, per astringere a spesso posarsi il recitante, il che dà gravità; e sentendo che Aristotile e Orazio combinano nel raccomandar la dolcezza in questo austero poema, aggiunse la Rima": il verso martelliano, corrispondente all'alessandrino utilizzato nel XVI secolo in Francia dai poeti del La Pléiade e dai grandi drammaturghi. Per prevenire critiche, Martello aveva premesso al volume delle opere teatrali un trattato, Del verso tragico, in cui giustificava la tragedia in versi martelliani; la proposta del Martello suscitò tuttavia ugualmente grandi polemiche: fu condannata apertamente da Giuseppe Baretti, dal Gravina e soprattutto dal Maffei; quest'ultimo nel 1713 propose come alternativa l'uso degli endecasillabi sciolti, come nella sua Merope, i quali divennero in breve tempo il metro canonico del teatro drammatico italiano.

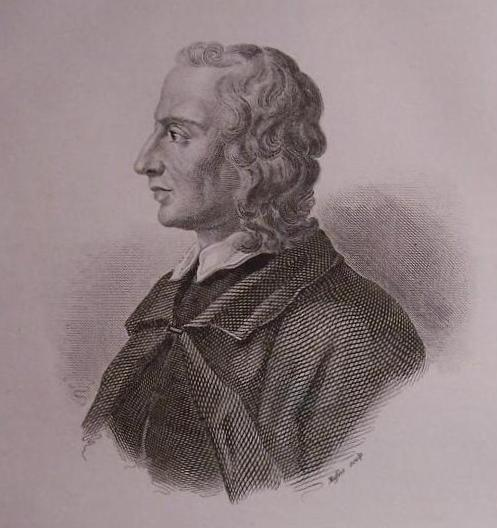
Gian Vincenzo Gravina

Nel 1710 Martello pubblicò un Canzoniere, composto per la morte del figlio Giovanbattista (chiamato Osmino nel libro); per queste liriche Martello venne avvicinato da Giacinto Spagnoletti a Carducci e ad Ungaretti.
Nel 1713 Martello si recò a Parigi, al seguito del delegato pontificio alla corte di Francia Pompeo Aldrovandi; nella capitale francese ebbe modo di incontrare l'abate Conti e di conoscere da vicino il teatro francese, nei confronti del quale Martello manifestò serie critiche. La critica, antica e moderna, non ha riconosciuto in Martello una vera vocazione tragica, trovando più riuscite semmai le commedie, specialmente Che bei pazzi! e Lo starnuto di Ercole, definite da Walter Binni "commedie da camera o per letterati", sulla scorta peraltro delle stesse affermazioni dell'autore, che dichiarava di averle scritte per la lettura e non per la recitazione. Queste commedie sono delle garbate satire verso i poesia e la società arcadica. Meno felici sono invece le opere di satira composte dopo il ritorno di Martello a Bologna (1718): la citata Femia, contro il Maffei e La rima vendicata contro il Gravina. A Bologna Martello ricoprì la carica di Segretario Maggiore del Senato e si dedicò alla edizione completa delle sue opere in sette volumi.

## Opere
L'opera omnia del Martello è stata pubblicata in Opere di Pier Jacopo Martello, 7 volumi. Bologna: Nella Stamperia di Lelio dalla Volpe, 1723-1735
- Tomo Primo: DELLA TRAGEDIA ANTICA E MODERNA
  - Vita dell'Autore
  - Dialogo della Tragedia antica, e moderna, o sia l'Impostore
- Tomo Secondo e Terzo: TEATRO ITALIANO
  - Trattato del Verso tragico
  - La Perselide
  - Il Procolo
  - L'Ifigenia in Tauris
  - La Rachele
  - L'Alceste
  - Il Gesù perduto
  - La morte di Nerone
  - Il M. Tullio Cicerone
  - L'Edipo Coloneo
  - Il Sifara
  - L'Adria
  - Il Q. Fabio
  - I Taimingi
- Tomo Quarto e Quinto: SEGUITO DEL TEATRO ITALIANO
  - L'Arianna
  - Il Catone tratto dall'Inglese dell'Adisson
  - Che bei Pazzi
  - Il David in Corte
  - L'Elena casta
  - L'Edipo tiranno
  - La Morte
  - Il Perseo in Samotracia
  - Il Piato dell'H
  - A Re malvagio Consiglier peggiore
  - La Rima vendicata
  - Lo Starnuto di Ercole
  - Il vero Parigino Italiano
  - Del Volo dialogo
  - Dedicazione di tutta l'Opera al Senato di Bologna
- Tomo Sesto e Settimo: VERSI E PROSE
  - Degli Occhi di Gesù, lib. sei
  - Il Tasso, o della vana Gloria
  - Morte di Pò Cane mormusse
  - Sermoni della Poetica
  - Il Commentario
  - Il Canzoniere
  - L'Euripide lacerato
  - Il Fior d'Agatone